# هينريتش سيمون
هينريتش سيمون (بالألمانية: Heinrich Simon)‏ هو سياسي ألماني، ولد في 29 أكتوبر 1805 في بولندا، وتوفي في 16 أغسطس 1860 في سويسرا. انتخب عضو برلمان فرانكفورت.